# 海蘭 (堪薩斯州)
海蘭（英語：Highland）是一個位於美國堪薩斯州多尼芬縣的城市。

## 地方資料
根據2020年美國人口普查的數據，海蘭的面積為1.36平方千米，當中陸地面積為1.36平方千米，而水域面積為0.00平方千米。當地共有人口977人，而人口密度為每平方千米718.38人。